# Focus (film, 2001)
Pour plus de détails, voir Fiche technique et Distribution.
Focus est un film américain réalisé par Neal Slavin (en), sorti en 2001.

## Synopsis
Dans le monde de Lawrence Newman, un habitant de Brooklyn, beaucoup autour de lui ne comprennent pas pourquoi les États-Unis, fondés sur la société chrétienne, seraient en guerre contre l'Allemagne, fondée sur la société chrétienne. Au travail, il refuse la candidature de Gertrude Hart, car il pense qu'elle essaie de cacher son appartenance à la communauté juive.

## Fiche technique
- Titre : Focus
- Réalisation : Neal Slavin
- Scénario : Kendrew Lascelles d'après le roman d'Arthur Miller
- Photographie : Juan Ruiz Anchía
- Musique : Mark Adler
- Pays d'origine : États-Unis
- Format : Couleurs - 1,85:1 - Dolby Digital
- Genre : drame
- Durée : 106 minutes
- Date de sortie : 2001

## Distribution
- William H. Macy : Lawrence Newman
- Laura Dern : Gertrude Hart
- David Paymer : Mr Finkelstein
- Meat Loaf : Fred
- Kay Hawtrey : Mme Newman
- Michael Copeman : Carlson
- Kenneth Welsh : Père Crighton
- Joseph Ziegler : Mr Gargan
- Arlene Meadows : Mme Dewitt
- Peter Oldring : Willy Doyle
- Stefan Brogren : Garde du corps